# Casino Baden-Baden

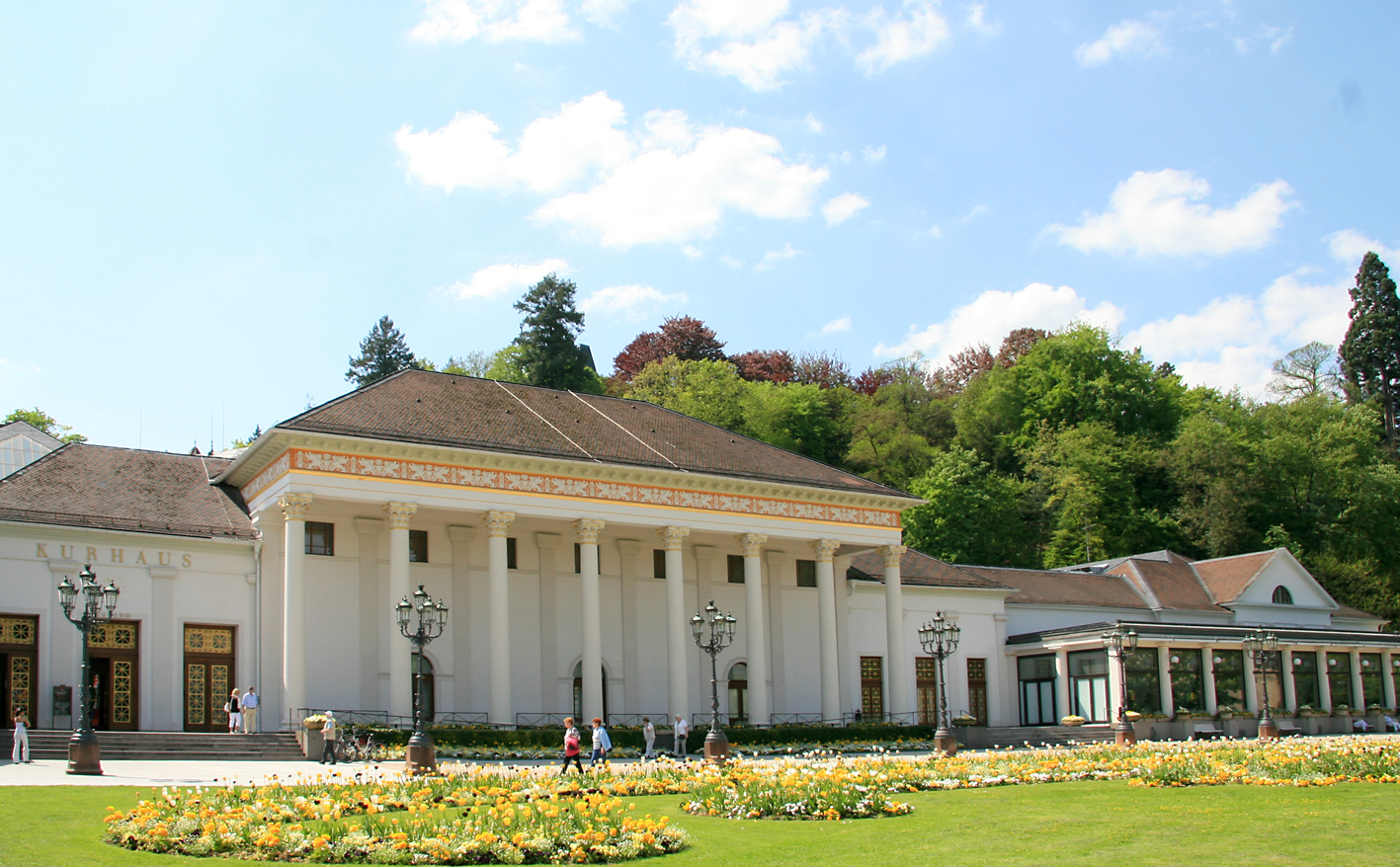
Kurhaus Baden-Baden. Das Casino befindet sich im rechten Flügel.

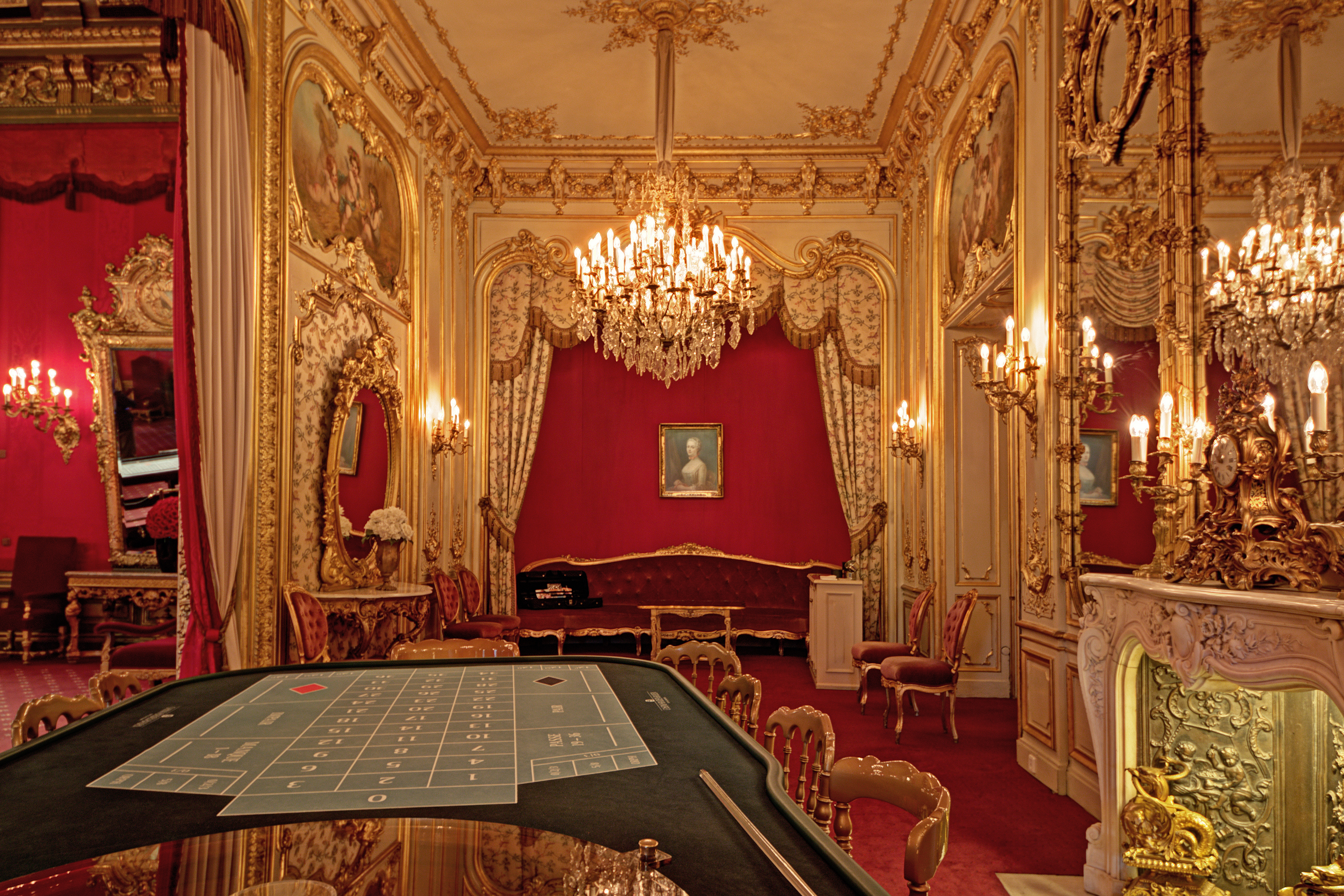
Salon Pompadour

Das Casino Baden-Baden ist eine Spielbank im Kurhaus von Baden-Baden. 

## Geschichte
Die Geschichte des Casinos Baden-Baden ist eng mit der Geschichte des Ortes Baden-Baden und dessen Aufstieg zum internationalen Kurort verbunden. Das kleine Baden, so der damalige Name, hatte zwar bereits im Spätmittelalter und später zu Zeiten der Renaissance einen Ruf als Heilbad, und die Markgrafen hatten das direkt oberhalb der Stadt an den Thermalquellen gelegene Neue Schloss zur Residenz gewählt. Doch das Städtchen stieg erst im frühen 19. Jahrhundert zu einem mondänen Erholungsort auf.

### Bis zum Ende des 18. Jahrhunderts
Rasch fand sich wie in anderen Orten mit Thermalquellen auch in „Baden bei Rastatt“ Anfang des 18. Jahrhunderts eine Sommergesellschaft ein. Allerdings waren die Kurgesellschaft und das Unterhaltungsangebot damals noch überschaubar: Es gehörte zum guten Ton, gemeinsam an einer „table d’hôte“ zu tafeln oder Ausflüge in die Umgebung zu unternehmen. Ziele waren der Geroldsauer Wasserfall oder das Kloster Lichtenthal. Auf dem Weg dorthin lud manches Wirtshaus zur Einkehr. In manchen von ihnen war ein Nebenraum für Glücksspiel reserviert. So erlaubte der damalige Markgraf Ludwig Georg per Erlass von 1748 einigen Badewirten das Hasardspiel zu veranstalten – unter Aufsicht einer markgräflichen Spielkommission. Das Spiel stieß zunehmend auf Akzeptanz. Der Nachfolger, sein Bruder Markgraf August Georg, baute 1766 das sogenannte Promenadehaus jenseits des Flusses Oos. Damals war das ein anspruchslos-ländlicher Festsaal für Einheimische und Besucher; heute steht hier das Kurhaus mit den markanten Säulen, das das Casino beherbergt. Hier spielten die Sommerfrischler (hauptsächlich aus der Umgebung) vor allem die damals geschätzten Kartenspiele Rouge et noir, Ecarté und Whist. Aus dieser Zeit vor 1790 ist zwar keine zuverlässige Fremdenliste überliefert; Historiker gehen jedoch nur von etwa 500 Sommergästen aus, die pro Jahr die damaligen Badeherbergen aufsuchten. Das änderte sich nach dem Rastatter Kongress 1797–1799.
Ende des 18. Jahrhunderts trat nicht nur der Name Baden-Baden für die Stadt an die Stelle des überkommenen „Baden bei Rastatt“. Auch der Ort wurde vom badischen Staat zum Kurort ausgebaut. Dabei war Baden-Baden zahlenmäßig noch immer klein mit etwa 2.100 Einwohnern. Doch der Ort wuchs, nachdem Napoléon I. seinen Alliierten, den Markgrafen Karl Friedrich von Baden, zum Großherzog beförderte. Damit wuchs das Land um das Zehnfache und reichte vom Main bis zum Bodensee. Baden-Baden wurde einer der politischen und kulturellen Mittelpunkte, da Karl Friedrich den Ort in seinen letzten Lebensjahren (er starb 1811) zur Sommerresidenz erkoren hatte. Mit dem weltlichen Aufstieg des Landesfürsten stieg auch die Bedeutung Badens als Standort für Glücksspiel. Ende des 18. Jahrhunderts waren etwa 1.500 Gäste in Baden-Baden, mit dem Ende der napoleonische Kriege stieg deren Zahl und erreichte in den zwanziger Jahren des 19. Jahrhunderts über 10.000.
Das Glücksspiel spielte dabei eine nicht zu unterschätzende Rolle – als Besuchermagnet und Finanzquelle.

### 19. Jahrhundert
Ab 1801 fanden erste konzessionierte und überwachte Glücksspiele in Baden-Badener Hotels statt. Der Pächter des Promenadehauses, Francois Chévilly, erhielt 1807 die Lizenz, in den größeren Hotels „Salmen“ und „Sonne“ Glücksspiel anzubieten. Parallel machten sich Behörden daran, das Glücksspiel zu regulieren bzw. zu monopolisieren. Sie fürchteten, das Glücksspiel entgleite ihrer Kontrolle und waren an Einnahmen interessiert: Chévilly musste auf Geheiß des Ministeriums in Karlsruhe eine Spieltaxe entrichten. Sie kam dem Badfonds zugute, mit dem die Obrigkeit Straßen und Wege finanzierte. So wurde in Baden-Baden die Oos kanalisiert und an mehreren Stellen überbrückt.
Das Promenadehaus erwies sich bald als zu klein. In der Folge wurde das Jesuiten-Kolleg, das zuvor das markgräfliche Gymnasium beherbergte, durch den badischen Baumeister und Architekten Friedrich Weinbrenner ab 1808 umgebaut. Am 16. Juni 1812 eröffnete dort unter Aufsicht der Behörde eine Spielbank. Die Genehmigung ging an zwei französische Offiziere; 1815 erhielt sie der Berliner Handelsmann S. Oppenheimer – ebenfalls für 15 Jahre (Die Spielbank zog 1824 in den neu errichteten rechten Seitenflügel des neuen Konversationshauses auf der linken Oos-Seite, 1862 wurde das ehemalige Kolleg Sitz des Rathauses und der Verwaltung bis heute).
Verantwortlich für den Standortwechsel des Glücksspiels in Baden-Baden war Großherzog Ludwig. Er entschied 1821, das alte Promenadehaus zu ersetzen. Es sei zu klein – und zu wenig repräsentativ im Vergleich zum Kur-Mitbewerber Wiesbaden. So baute Friedrich Weinbrenner 1824 das Promenadehaus zum neuen Conversationshaus (jetzt Kurhaus) um. Der Stadt wollte dabei das Gros der Finanzierung aus Einnahmen der Spielbankabgabe decken. Der Mittelbau des Kurhauses wurde zum architektonischen Wahrzeichen Baden-Badens. Die von acht korinthischen Säulen getragene Vorhalle, oben geschmückt von einem rot weißen Greifenfries, wird zu dem, was bis heute der internationale Gast mit Baden-Baden verbindet.
Das alte 1766er-Promenadehaus wurde zum linken Flügel des neuen Gebäudes, im rechten Teil residierte ein Theater. Im verbindenden Mittelteil wurden Spieltische aufgestellt. Spielsaal war der heutige Weinbrennersaal hinter der Säulenvorhalle des Mittelbaus. Es gab am Ende der napoleonischen Ära in Baden-Baden zwei öffentliche Spielbanken. Nachdem jedoch der Weinbrenner-Umbau des Promenadehauses zum heutigen Kurhaus abgeschlossen war, durfte nur noch dort gespielt werden. Von 1812 bis 1821 hießen die Spielbankpächter im Conversationshaus Jean-Jacques Bernard und Joseph de Ballathier, ausgestattet mit einem Vertrag auf zehn Jahre. Ihre Konzession bis Saisonende 1821 galt für Roulette, Rouge et Noir und Pharao. Von 1824 bis 1838 übernahm Antoine Chabert die Lizenz mit 15-jähriger Laufzeit. Der Bankier wurde zum einzigen Spielbankpächter am Ort. Er war jedoch nicht nur mit dem Glücksspiel betraut. Ihm oblag zudem die Aufgabe, neben der Spielbank ein Veranstaltungsprogramm im Conversationshaus zu bieten.

### Die Ära Bénazet
Auf Chabert (und seinen Sohn und Teilhaber Josef Antoine) folgte 1838 Jacques Bénazet (1778–1848). Gleichzeitig ließ 1838 der „Bürgerkönig“ Louis Philippe in Paris die Spielbanken im Quartier Palais-Royal schließen. Der Pächter mehrerer dieser Spielstätten war Bénazet. Der Sohn eines Hufschmieds aus den Pyrenäen erhielt vom Ministerium in Karlsruhe 1838 die Konzession für das Casino. Er war bereit, einen höheren Pachtzins als Vorgänger Chabert zu zahlen.
Bénazet war ein Finanzier mit gemeinnützigen Neigungen. Mit der Spielbank, das war seine Idee, sollte ganz Baden-Baden florieren. So kümmerte er sich um den Ausbau der Lichtentaler Allee ebenso wie um das Kulturleben, das unter seiner Regie vorwiegend von französischen Künstlern bereichert wurde. Literaten und Feuilletonschreiber kamen aus Paris. Sie fanden jeden Morgen Gold auf dem Nachttisch, damit sie am Glücksspiel teilnehmen konnten. Die Folge: Sie schrieben über das kleine Städtchen aus französischer Sicht mit den Worten: Es sei „Wie Paris …“. Der Baden-Badener Slogan „Sommerhauptstadt Europas“ war geboren.
Von Chabert übernahm der neue Spielbankpächter Bewährtes. Dies war einerseits der „cercle des étrangers“, ein Privatclub für Spieler der oberen Stände. Andererseits führte er die „bals parés“ genannten Kostümbälle fort. Zudem legte der Franzose auch baulich Hand an: So war ihm der große Speisesaal im Kurhaus (der heutige Weinbrenner-Saal) zu „prosaique“, zu nüchtern. Also ließ er ihn mit kostbaren Kronleuchtern und Spiegeln ausstatten und um kleinere Suiten erweitern. Bénazets Esprit hatte auch nach außen Wirkung: Längs der Oos entstanden repräsentative Hotelbauten. Bénazet starb im Revolutionsjahr 1848. Die Spielbankpacht ging an seinen Sohn, Edouard Oscar Bénazet, über. Jetzt begann Baden-Badens große Zeit, seine Belle Epoque. Sie endete 1870 mit dem Deutsch-Französischen Krieg. Bis dahin war der Badeort Treff der haute volée. Sie residierte in einer der zahlreichen Villen oder stieg zur Sommerfrische in den Grand-Hotels ab.
Viele herrschaftliche Gäste machten den Ort zur Sommerhauptstadt Europas. Paris war die Winterhauptstadt. Russische Staatsräte, englische Lords, Pflanzer von Java und Mitglieder der Pariser Jockey-Clubs mit ihren Freundinnen vom Opernballett waren zu Gast in Baden-Baden. Internationale Pferderennen finden seit 1858 auf dem Rennplatz Iffezheim statt. Anfangs wurden diese vom Mäzen Edouard Bénazet veranstaltet und mit Einnahmen aus der Spielbank finanziert. Im Jahr 1872 übernahm der im selben Jahr gegründete Internationale Club Baden-Baden die Organisation der Pferderennen. Sohn Edouard war so generös wie der Vater. Hatte der noch Kurhaus und Trinkhalle spendiert, so verdankt Baden-Baden Edouard nicht nur die Galopprennbahn und das 1862 vom Pariser Architekten Derchy erbaute Theater am Goetheplatz. Wichtige Anzeichen der Großzügigkeit Edouards sind auch die 1855 eingeweihten neuen Spielsäle im rechten Kurhausflügel.
1867 starb Edouard Bénazet in Nizza. In Baden-Baden lebte der „roi de Bade“ in seinen Villen und Landhäusern mit Mätressen, Pferden und Jagdhunden. Sein Wirken markierte den bisherigen Höhepunkt Baden-Badens. Der neue Spielbankpächter Jacques Dupressoir (ein Neffe Edouard Bénazets) war mehr Sports- als Geschäftsmann. Seine Konzession war auf fünf Jahre beschränkt; spätestens Ende 1872, so hatten die deutschen Fürsten vereinbart, sollten alle Spielbanken Deutschlands geschlossen werden.
Der Deutsch-Französische Krieg 1870/71 hatte Folgen bis Baden-Baden: Die französischen Gäste blieben aus. Jacques Dupressoir wanderte nach Ägypten aus. Die Croupierselite zog es nach Monte Carlo. Auch der politische Wandel hatte Konsequenzen. Der eiserne Kanzler Bismarck regierte: Am 31. Oktober 1872 schlossen die Spielsäle. Mit dem Verbot des Glücksspiels 1872 im neuen Deutschen Reich entwickelte sich die ehemalige „Sommerhauptstadt Europas“ zu einem Badeort unter vielen.

### Ab dem 20. Jahrhundert
Das Glücksspiel führte zu einer veränderten Ausrichtung des Kurortes: Er richtete sich nun stärker auf den Kurbetrieb aus: 1872 waren 60.000 Gäste im Ort, 1928 waren es etwa 100.000. Dennoch trafen die finanziellen Einbußen aus der ausbleibenden Spielbank-Abgabe die Stadt. Ein Reiseführer berichtete von einer badischen Delegation, die den Diktator Adolf Hitler bei seinem Besuch auf der Bühlerhöhe persönlich auf eine neue Konzession ansprach. Am 3. Oktober 1933 nahm das Casino mit der ersten Spielbank-Konzession Deutschlands nach dem Verbot den Spielbetrieb wieder auf. Eine private französische Betreibergruppe erhielt die Lizenz. 1935 übernahm die 1934 gegründete Bäder- und Kurverwaltung das Casino, das am 14. August 1944 wieder geschlossen wurde. Die Bäder- und Kurverwaltung wurde auch nach dem Ende des Zweiten Weltkrieges Lizenzgeber:
Die feierliche Wiedereröffnung der „dritten“ Baden-Badener Spielbank fand am 1. April 1950 statt. Die Spielbank Baden-Baden GmbH & Co. KG wurde gegründet. Das Casino Baden-Baden wurde 2003, ebenso wie das Casino Konstanz und die Spielbank Stuttgart, Teil der Baden-Württembergische Spielbanken GmbH & Co. KG. Deren persönlich haftender Gesellschafter ist die Baden-Württembergische Spielbanken Managementgesellschaft mbH, eine vollständige Tochtergesellschaft der landeseigenen Beteiligungsgesellschaft des Landes Baden-Württemberg (Stand 1. Januar 2011). Zuvor hatte das Bundesverfassungsgericht im Jahr 2000 über die bisherige Rechtslage entschieden.
1988 wurden bei der Amokfahrt mit einem Geländewagen Teile der Inneneinrichtung zerstört.
Das 1981 im Alten Bahnhof eröffnete Automatenspiel wurde 1996 in das Kurhaus integriert und findet sich seither im Gewölbe des Kurhaus-Gebäudes.
Seit dem 1. Februar 2014 ist Thomas Schindler der Direktor vom Casino Baden-Baden.
Geschäftsführer der Baden-Württembergischen Spielbanken GmbH & Co. KG ist seit 1. Dezember 2023 der ehemalige Landtagsabgeordnete Tobias Wald.  

## Kulturelle Bedeutung
Schon der Casino-Pächter der frühen 1820er Jahre, Chabert, gestaltete das Konversationshaus – gemäß der Auflage der Lizenzgeber – nicht nur als einfaches Kurhaus. Er bettet es vielmehr ein in ein kulturelles Veranstaltungsprogramm. Damit sollen – auch bei schlechtem Wetter – Kurgäste angesprochen werden. So kam etwa Nicolo Paganini nach Baden-Baden. Die Bénazets weiteten diese Unterhaltungsangebote aus: Internationale Künstler kamen nach Baden-Baden. Tolstoi, Gogol, Puschkin, Fjodor Dostojewski oder Iwan Turgenjew, der als Emigrant in Baden-Baden lebte machten Baden-Baden zur „russischsten Stadt Deutschlands“.
Im April 1934 wurden im Kurhaus die ersten drei Partien des Schachweltmeisterschaftskampfes zwischen Alexander Aljechin und Efim Bogoljubow ausgetragen. Marlene Dietrich nannte die Spielbank Baden-Badens das schönste Casino der Welt.
Die Teilnehmer des Olympischen Kongresses 1981 nominierten im Kurhaus die Städte Calgary und Seoul als Austragungsorte der Olympischen Spiele 1988. Die Proklamation der deutschen Sportler des Jahres wird aus dem Kurhaus übertragen. Jährlich im November findet im Kurhaus das Fernsehfilm-Festival Baden-Baden statt. Am 3. April 2009 war das Kurhaus einer der Veranstaltungsorte des Gipfeltreffens von Staats- und Regierungschefs zum 60. Jubiläum der NATO. Im April 2009 fanden Feierlichkeiten zum 60. Jahrestag der NATO-Gründung in Casino statt.

## Innenarchitektur und Säle
Das Kurhaus mit dem Casino zeigt die ästhetische Handschrift des Karlsruher Baumeisters Friedrich Weinbrenner (1766–1826). So lehnt sich auch die Formensprache des neuen Conversationshauses an die Baukunst der römischen Antike an. Die Prunksäle des Casinos entstanden zwischen 1851 und 1855. Sie sind das Werk des Pariser Bühnenbildners und Innenarchitekten Charles Séchan und seiner Mitarbeiter, zu denen seine Schwiegersöhne Haumont und Dieterlé, der Kunsttischler Bedal, der Gärtner Lemichel und die Dekorationsmaler Galland und Lämmlein gehörten.
Der weiße Saal („Wintergarten“) soll artifiziell sein und eine Szenerie ausgelassener Fröhlichkeit nachempfindbar machen, indem er viel Licht und Natur hereinholt. Der Rote Saal verrät seine Vorbilder in den Schlössern von Fontainebleau und Versailles und vermittelt Opulenz. Mit dem – großen – Roten Salon kontrastiert der intime Salon Pompadour. Er ist nach der Geliebten des französischen Königs Ludwig XV. benannt. Das Standesamt Baden-Baden führt hier einmal im Monat Trauungen durch. Termine vergibt das Standesamt Baden-Baden. Der Markgrafensaal entstand 1936 im Stil der Neuen Sachlichkeit, um im Kontrast zum Pompadour-Saal den Jugendstil in Richtung Bauhaus-Nüchternheit zu verlassen.
Der elf Meter hohe klassizistische Weinbrennersaal des Kurhauses wurde 1824 gestaltet und ist damit der älteste noch erhaltene Teil des Kurhauses Baden-Baden. Er wird heute für externe Veranstaltungen genutzt.

## Angebot
Das Casino Baden-Baden bietet die klassischen Spiele, Französisches und American Roulette, Poker und Black Jack. Zusätzlich stehen über 150 Spielautomaten im Kurhausgewölbe. 
Neben Führungen vor und während dem Spielbetrieb, bietet das Casino Baden-Baden Spielinformationen über Roulette, Poker und Black Jack an.
Der Club Bernstein befindet sich seit 2013 im Casino.
Das Restaurant The Grill wurde 2016 eröffnet.

## Galerie

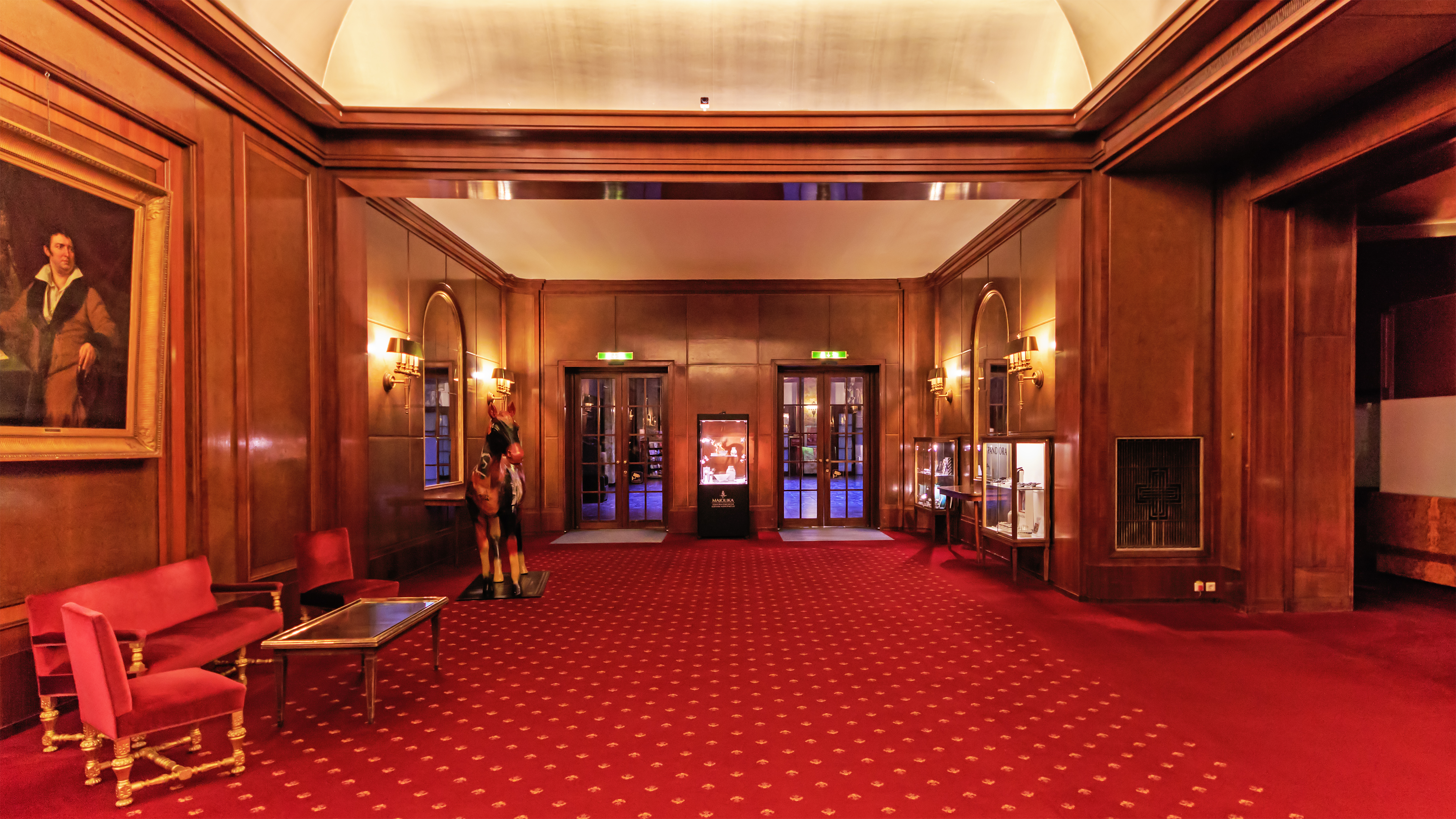
Empfangshalle
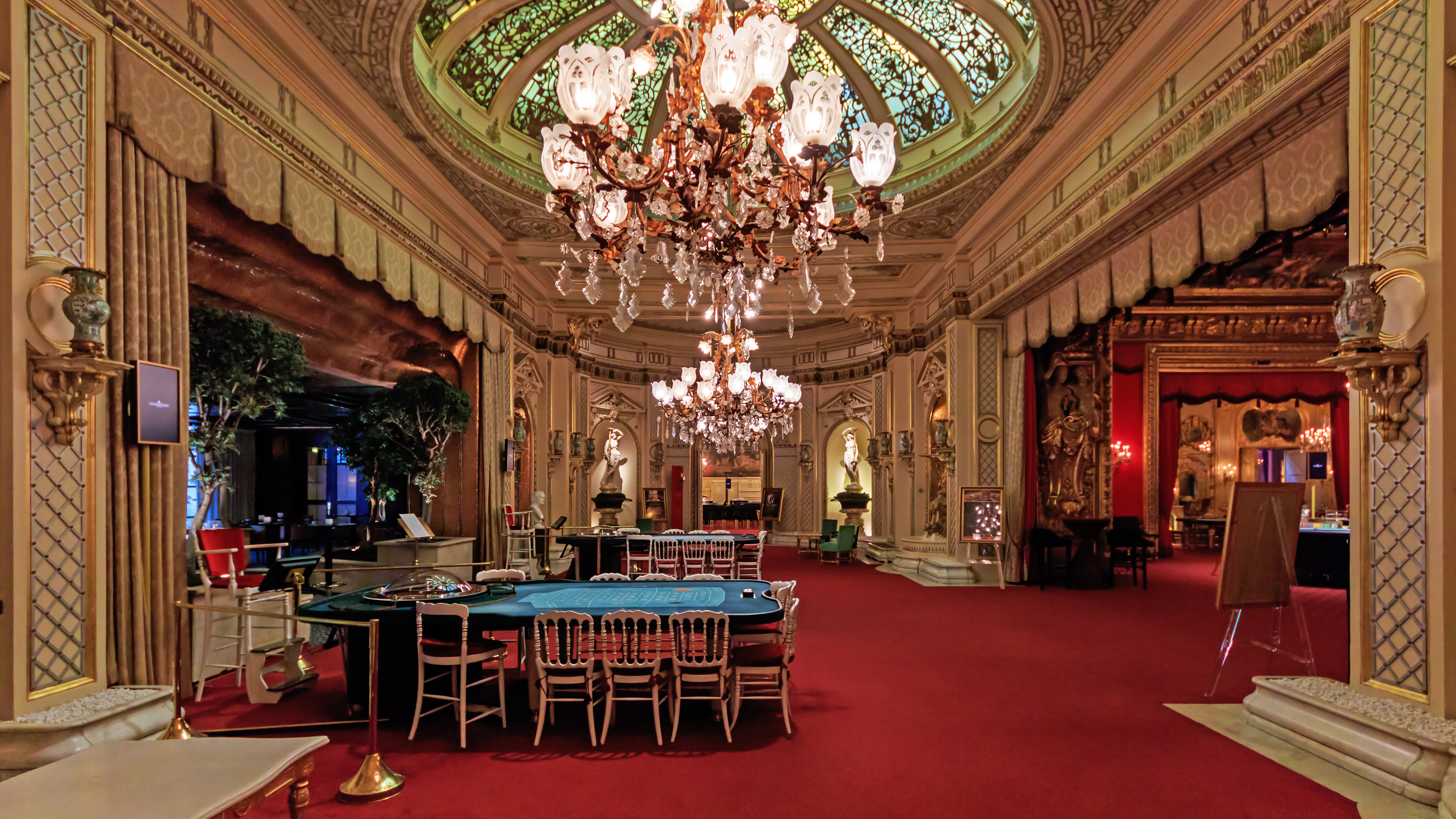
Wintergarten
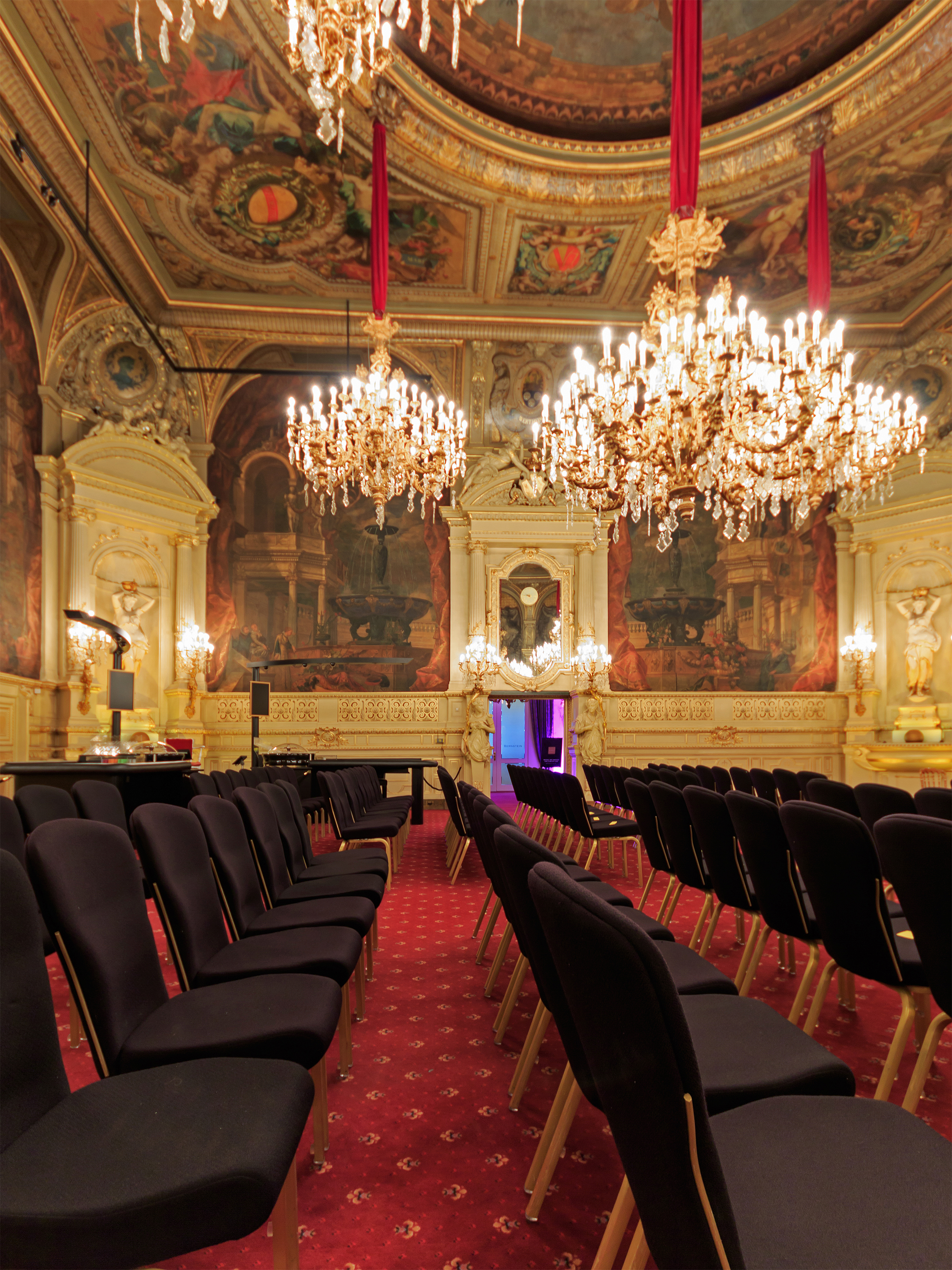
Florentinersaal
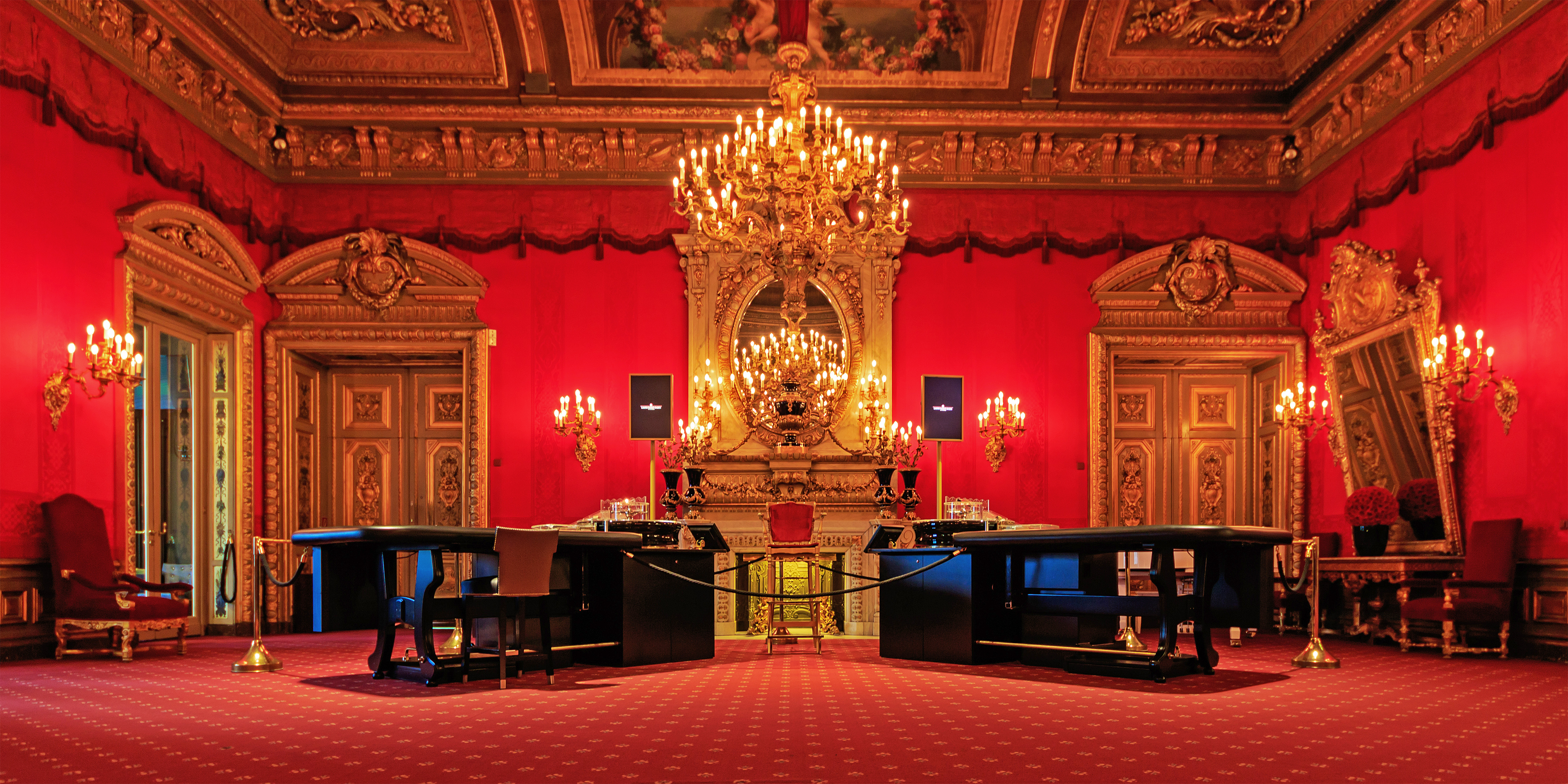
Roter Saal